# Petunia (nome)
Petunia  è un nome proprio di persona italiano femminile.

## Varianti
- Alterati: Petuniana, Petunina, Petuniuccia
- Ipocoristici: Nina, Tunia, Nuccia

### Varianti in altre lingue
- Inglese: Petunia[1]
- Ungherese: Petúnia

## Origine e diffusione

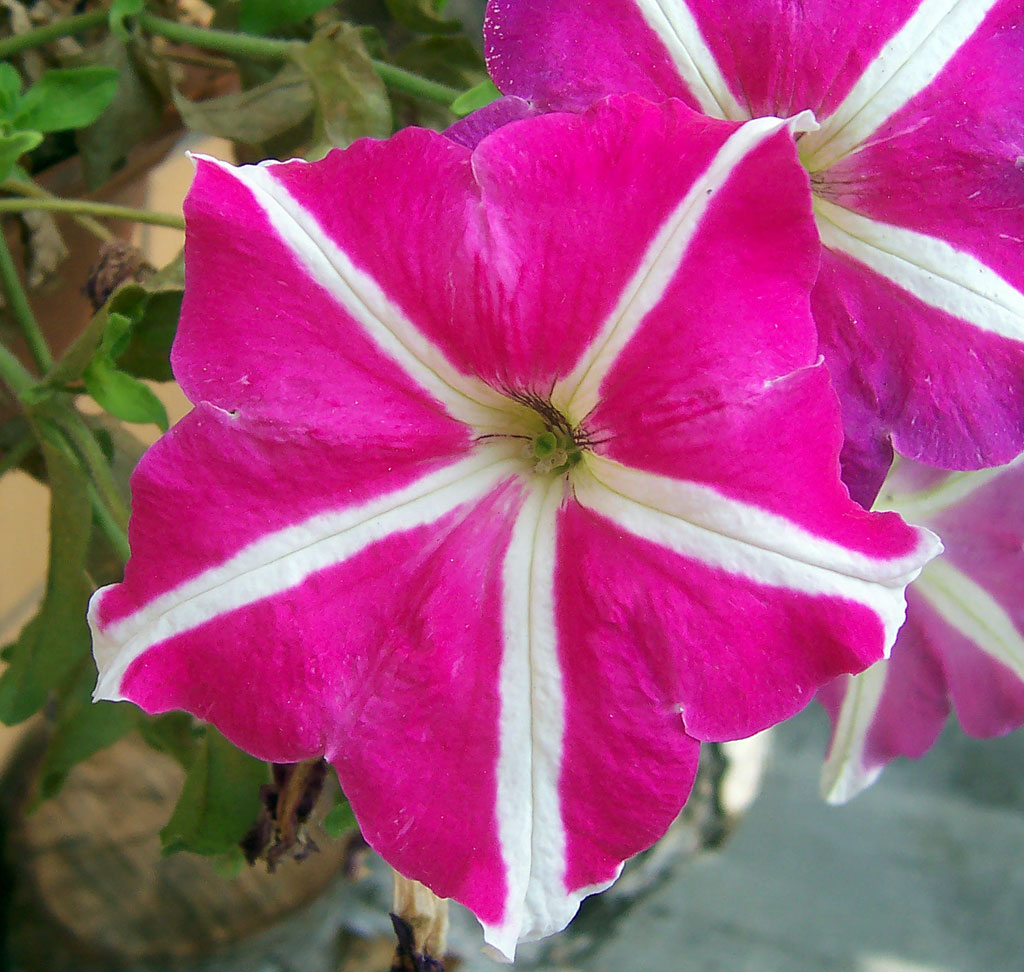
Un fiore di petunia

Nome di scarsa diffusione, che richiama il fiore della petunia, ascrivibile a tutta quella cerchia di nomi benauguranti dal significato floreale quali Fiore, Margherita, Flora, Viola, Rosa, Gelsomina, Edera e via dicendo.
Etimologicamente, il termine "petunia" è derivato dal termine tupi-guaraní pety, che indicava il tabacco (pianta con la quale la petunia ha affinità biologica), passato poi al portoghese petum, di lì al francese petun e quindi al latino petunia.

## Onomastico
Il nome è adespota, cioè non è portato da alcun santo, quindi l'onomastico ricade il 1º novembre ad Ognissanti.

## Il nome nelle arti
- Petunia Dursley è un personaggio della serie di romanzi e film Harry Potter, creata da J. K. Rowling.
- Petunia Pig è un personaggio dei Looney Tunes.